# Малые ядрышковые РНК
Малые ядрышковые РНК (мякРНК, англ. snoRNA) — класс малых РНК, участвующих в химических модификациях (метилировании и псевдоуридилировании) рибосомных РНК, а также тРНК и малых ядерных РНК. По классификации MeSH малые ядрышковые РНК считаются подгруппой малых ядерных РНК.
мякРНК обычно относят к «гидовым» РНК, однако их нельзя путать с гидовыми РНК, направляющими редактирование РНК у трипаносом.

## Модификации, направляемые мякРНК
После транскрипции генов рРНК образующиеся молекулы (называемые пре-рРНК), для того, чтобы превратиться в зрелые рРНК, должны быть подвергнуты серии шагов процессинга. Перед расщеплением эндо- и экзонуклеазами пре-рРНК подвергается комплексным модификациям нуклеозидов. Процессинг включает метилирование и псевдоуридилирование, направленные мякРНК.
- Метилирование — присоединение метильных групп к различным субстратам. рРНК человека содержат приблизительно 115 модификаций, являющихся метилированием. Большая часть таких модификаций — метилирование по 2’O-атому рибозы (где метильная группа соединена с рибозой).[1]
- Псевдоуридилирование — изомеризация уридина в псевдоуридин (Ψ). Это модификация состоит из поворота уридинового основания на 180º  Зрелые рРНК человека содержат около 95 остатков псевдоуридина[1].

Каждая молекула мякРНК действует в качестве «направляющей» только для одной-двух модификаций целевой РНК. При этом каждая молекула мякРНК связана по меньшей мере с четырьмя молекулами белка, образуя РНК-белковый комплексы, называемые малыми ядрышковыми рибонуклопротеидами (англ. snoRNP). То, какие белки входят в состав комплекса, зависит от типа мякРНК(см. ниже). Молекула мякРНК содержит последовательность из 10-20 нуклеотидов, комплементарную последовательности, в состав которой входит модифицируемый нуклеотид, что позволяет мякРНК специфично связываться с необходимым участком процессируемой рРНК. После связывания мякРНК с процессируемым сайтом белки, входящие в состав комплекса, осуществляют катализ химической модификации основания.

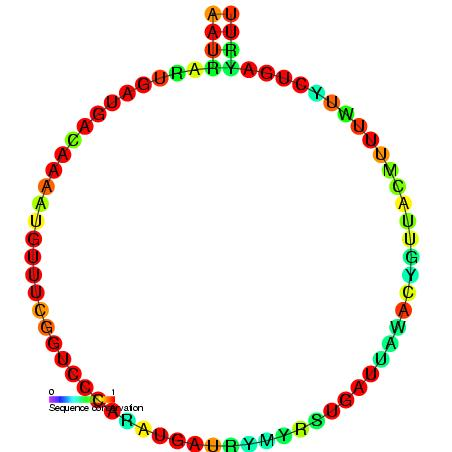
Пример вторичной структуры мякРНК SNORD73(RF00071), относящейся к классу C/D box, взятый из базы данных Rfam

## Значение модификаций рРНК
Влияние метилирования и псевдоуридилирования на функции зрелой рРНК изучено недостаточно. Вероятно, модификации не являются необходимыми, но известно, что они несколько улучшают укладку РНК и взаимодействие с рибосомными белками. При этом модификации расположены исключительно в консервативных и функционально важных доменах рРНК и схожи у эволюционно удалённых групп эукариот..
1. 2'-O-метилирование рибозы стабилизирует 3'-эндо-конформацию.
2. Псевдоуридин (Ψ) по сравнению с уридином имеет дополнительную возможность для образования водородных связей.
3. Сильно метилированная РНК защищена от гидролиза. (англ. rRNA acts as a ribozyme by catalyzing its own hydrolysis and splicing).

## Организация в составе генома
Большая часть генов мякРНК позвоночных расположены в интронах генов, кодирующих белки, вовлечённые в сборку рибосом или трансляцию. Гены мякРНК транскрибируются РНК-полимеразой II типа, но могут и транскрибироваться с собственных промоторов, РНК-полимеразой II или III типа.

## Другие функции
Недавно было обнаружено, что мякРНК имеют функции, не связанные с рРНК. Одна из таких функций состоит в регуляции альтернативного сплайсинга транс-транскриптов, осуществляемой мякРНК под названием HBII-52 (SNORD115).